# Reynaldo Hahn
Pour les articles homonymes, voir Hahn.
Reynaldo Hahn, né le 9 août 1874 à Caracas et mort le 28 janvier 1947 à Paris, est un compositeur, chef d'orchestre, chanteur et critique musical français d'origine vénézuélienne, qui fut le principal compagnon de Marcel Proust.

## Biographie

### Fratrie

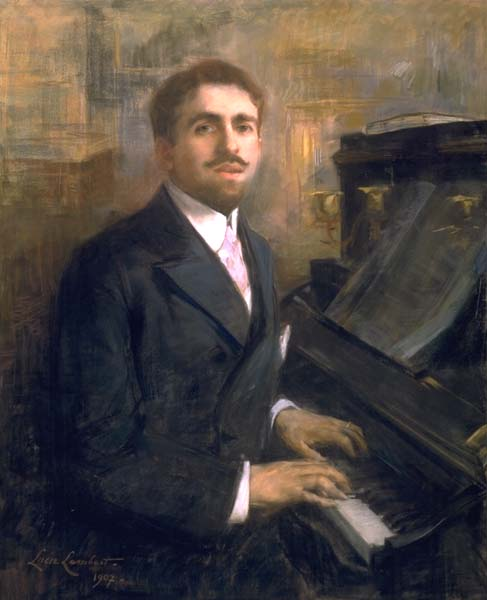
Lucie Lambert, Portrait de Reynaldo Hahn au Piano (1907), Paris, Bibliothèque nationale de France, département des Arts du spectacle.

Né d'une mère vénézuélienne d'origine basque et hollandaise, Elena María de Echenagucia Ellis (1831-1912), et d'un père allemand venu de Hambourg et d'origine juive, Carl (Carlos) Hahn (1821 ou 1822-1897), Reynaldo Hahn est le benjamin d'une famille de treize enfants.
Le premier enfant du couple, Germán, dit Herman (1854-1886) dirige la maison de commerce familiale de Marseille, fondée par son père en mai 1878. Il meurt jeune, des suites d'une maladie. Le second, Carlos Eduardo, connu sous le prénom de Charles, (1855-1915) est diplomate. Il a beaucoup voyagé, comme consul intérimaire, à Bordeaux, Saint-Nazaire, Berlin, Malaga, Londres, Gênes. À la fin de sa vie, il est consul d'Espagne à Perpignan. Elisa Juana María (née en 1856) épouse Ignacio de la Plaza. C'est la seule Hahn à rester au Venezuela quand la famille se fixe définitivement à Paris en 1878. Isabel Clara (1859-1936), quatrième enfant, épouse Emil Seligman, son cousin, banquier à Hambourg. Elena, sa sœur, s'établit également dans cette ville, après son mariage en 1881 avec l'homme d'affaires Ferdinand Kugelmann. Elvira Hahn, est probablement née en 1862 mais peu d'éléments sont connus sur elle. Federico, septième enfant, travaille aussi dans le milieu des affaires et meurt jeune. María (1864-1948), la plus proche du compositeur, épouse Raimundo de Madrazo y Garreta (1841-1948). Ensemble ils ont un fils, Federico de Madrazo, dit Coco (1875-1935) qui devient un intime de Reynaldo. La dernière fille, Clara, dit Clarita (1864-1942) épouse Miguel Seminario. De leur union naît Clarita (1889-1979), future épouse de Philippe de Forceville (1897-1984), qui s'établissent au château de Frucourt en Picardie. Clara est l'interlocutrice des premières biographies consacrées au compositeur. Enfin, trois enfants, nés entre 1861 et 1864, meurent en bas âge, Adela, Alfredo et Eduardo.
Le futur compositeur naît le 9 août 1874. Il a 20 ans d'écart avec le premier enfant. Tous les enfants sont élevés dans la religion catholique. Par conséquent, Reynaldo est baptisé en mars 1876, son parrain étant son frère Federico et sa marraine, sa sœur Isabel. L'enfant parle l'espagnol comme langue maternelle. Il maîtrise également l'anglais, dont l'apprentissage commença avec une gouvernante et apprit aussi l'allemand, langue maternelle de son père.

### Enfance et débuts
Venu au Venezuela pour faire fortune, Carlos Hahn devient l'ami et le conseiller du président Antonio Guzmán Blanco. Au terme du septennat de ce dernier, se sentant menacé par les ennemis du Président, Carlos part pour Paris en 1878 avec toute sa famille, alors que Reynaldo n'a que trois ans. La famille Hahn, installée au 6, rue du Cirque, dans le 8e arrondissement, se crée rapidement des relations dans la société parisienne. La proximité géographique avec l'aristocratie joue beaucoup, en particulier dans les salons que la famille organise. Le jeune Reynaldo s'y produit souvent.
Montrant des dispositions pour la musique, Reynaldo Hahn entre au Conservatoire de Paris en octobre 1885 et devient l'élève d'Albert Lavignac et de Jules Massenet pour la composition. En 1887, il écrit déjà une célèbre mélodie sur un poème de Victor Hugo, Si mes vers avaient des ailes. En 1890, il compose la musique de scène de L'Obstacle d'Alphonse Daudet. Il côtoie dès lors la famille de l'écrivain, chez laquelle sont interprétées pour la première fois Les Chansons grises en présence de Paul Verlaine.

### Rencontre avec Marcel Proust
Dans les salons parisiens les plus huppés (chez la princesse Mathilde, la comtesse de Guerne, Madeleine Lemaire), Reynaldo Hahn chante ses mélodies en s'accompagnant au piano. Il s'illustre brillamment dans ce genre musical durant la première partie de sa vie (1922 est la date de publication du 2e volume de vingt mélodies). Il rencontre de grands noms comme Stéphane Mallarmé ou Edmond de Goncourt. Chez Madeleine Lemaire, en 1894, alors qu'il est invité pour chanter Les Chansons grises, il fait la connaissance de Marcel Proust dont il devient l'ami, et l'amant, jusqu'en 1896. Il entretient une amitié avec l'écrivain jusqu'à la mort de celui-ci, il est l'un des rares proches à pouvoir se rendre chez lui sans devoir se faire annoncer. Comme le souligne le biographe de Proust, George Painter : « Il avait le charme sérieux, l'intelligence et la distinction morale que Proust demandait à l'ami idéal. »
Dans sa préface à la publication en 1956 des Lettres de l'auteur de La Recherche au musicien, Emmanuel Berl écrit : « Reynaldo Hahn a été sans doute un des êtres que Proust a le plus aimés. Quiconque a pu approcher un tant soit peu Reynaldo Hahn le comprend sans peine. Sa conversation avait un grand charme qui ne tenait pas seulement à son talent de musicien et de chanteur, mais à l'étendue de sa culture, à son usage du monde, à un enthousiasme généreux et narquois, dont on subissait aussitôt la contagion, à une disponibilité qui est à la fois un attribut de l'intelligence et une forme de la bonté. »

### Voyages et compositions
Son père meurt en 1897. La famille emménage au 9 rue Alfred-de-Vigny. La même année, l'Orchestre Colonne joue son poème symphonique, Nuit d'amour bergamasque. L'année suivante, l'Opéra-Comique présente L'Île du rêve, trois actes inspirés de Pierre Loti. En 1900, il publie les Études latines. En 1902, La Carmélite (d'après l'histoire douloureuse de Louise de La Vallière) s'impose à l'Opéra-Comique. Il voyage beaucoup, de Hambourg à Bucarest, de Rome à Londres, se cultive dans tous les arts, notamment la peinture et la littérature. Le recueil des Feuilles blessées, sur onze poèmes de Jean Moréas, est publié chez Heugel en 1907.
Il compose la musique de scène des Deux courtisanes (1902) de Francis de Croisset ainsi que deux partitions pour Werther et pour Scarron. Il publie les recueils de mélodies pour piano, Chansons espagnoles, Rondels, etc., des pièces pour le piano, Portraits de peintre, Premières valses, Caprice mélancolique, etc. Pour le théâtre, il produit des ballets : Le Bal de Béatrice d'Este (1905), La Fête chez Thérèse (1910), Le Dieu bleu (1912) créé pour les Ballets russes de Diaghilev.

### Naturalisation et Première Guerre mondiale
Ayant été naturalisé français par décret du 8 décembre 1907,, il est mobilisé dans les rangs du 31e régiment d'infanterie lorsqu'éclate la Première Guerre mondiale en août 1914. Combattant en Argonne en 1914, à Vauquois en 1915 et 1916, il est promu caporal en 1917. Il reçoit au titre de ces services une citation élogieuse qui souligne « son insouciance du danger et son entrain » et rapporte qu'il a « mérité en outre la reconnaissance du 31e en glorifiant dans la musique qu'il a composée les morts du régiment ». Il reçoit ainsi la croix de guerre. En janvier 1918, il est affecté dans une section de Secrétaires d'état-major et finit la guerre en travaillant au ministère de la Guerre. Cela ne l'empêche pas de continuer à composer (Le Ruban dénoué, pour deux pianos).
Par ailleurs, pour son engagement envers la promotion de la musique française, il est pressenti dès 1913 pour la Légion d'honneur. Une lettre anonyme (que l'auteur invalide lui-même quelque temps plus tard par une nouvelle production anonyme) dénonçant des mœurs homosexuelles parvient au bureau de la Chancellerie. De grands noms comme Théodore Dubois, Edmond Rostand, Gabriel Fauré interviennent alors auprès de l'administration pour le soutenir et encourager sa nomination. Il est promu officier de la Légion d'honneur en 1914, et sera promu au rang de commandeur du même ordre quelques jours avant sa mort.

### L'Entre-deux-guerres
En 1920, Reynaldo Hahn devient professeur de chant à l'École normale de musique de Paris (fondée en 1919 par Alfred Cortot et Auguste Mangeot). Il y côtoie Pablo Casals, Jacques Thibaud, Nadia Boulanger. Dans cette période de l'Entre-deux-guerres, il compose ses opérettes les plus célèbres (Ciboulette, 7 avril 1923), Malvina (mars 1935) et des comédies musicales pour Yvonne Printemps (Mozart, 1925) et Arletty (Ô mon bel inconnu sur un livret de Sacha Guitry, octobre 1933), Le oui des jeunes filles (d'après « El sí de las niñas », comédie espagnole de Leandro Fernández de Moratín), œuvre posthume dont Henri Büsser termine l'orchestration du dernier acte. Mais à côté de cette musique à la mode, il revient à un genre plus intime qu'il avait jusqu'alors délaissé, la musique de chambre, avec un Quintette avec piano (1921), une Sonate pour violon et piano (1927) et deux Quatuors à cordes (1939). En février 1931, il donne un Concerto pour piano avec la pianiste Magda Tagliaferro ; c'est un succès. La Reine de Saba est jouée en mars 1926, un Prométhée triomphant est créé par l'Orchestre Colonne en 1908, puis un Concerto pour violon, un Concerto provençal, une Suite d'orchestre sur Strasbourg reconquise, un Agnus Dei pour soprano et baryton, des chœurs pour Esther. Dans le même temps, il participe à la critique musicale de son temps, à l'Excelsior de 1919 à 1921 et au Figaro de juin 1933 à 1945.

### Seconde Guerre mondiale, directeur de l'Opéra de Paris et mort
Inquiété pour ses origines juives, il doit quitter Paris en 1940 pour Cannes puis Monte-Carlo. En 1945, de retour à Paris, il est élu membre de l'Académie des beaux-arts à la mort d'Alfred Bachelet et devient directeur de l'Opéra de Paris où il fait redécouvrir les œuvres de Méhul.
Atteint d'une tumeur du cerveau, il meurt à Paris le 28 janvier 1947, en son domicile du 7, rue Greffulhe, où est apposée une plaque commémorative sur la maison. Ses obsèques ont lieu le 3 février 1947 en l'église de la Madeleine. Il est inhumé à Paris au cimetière du Père-Lachaise (section 85, près de l’avenue des Thuyas).

### Reconnaissance discrète

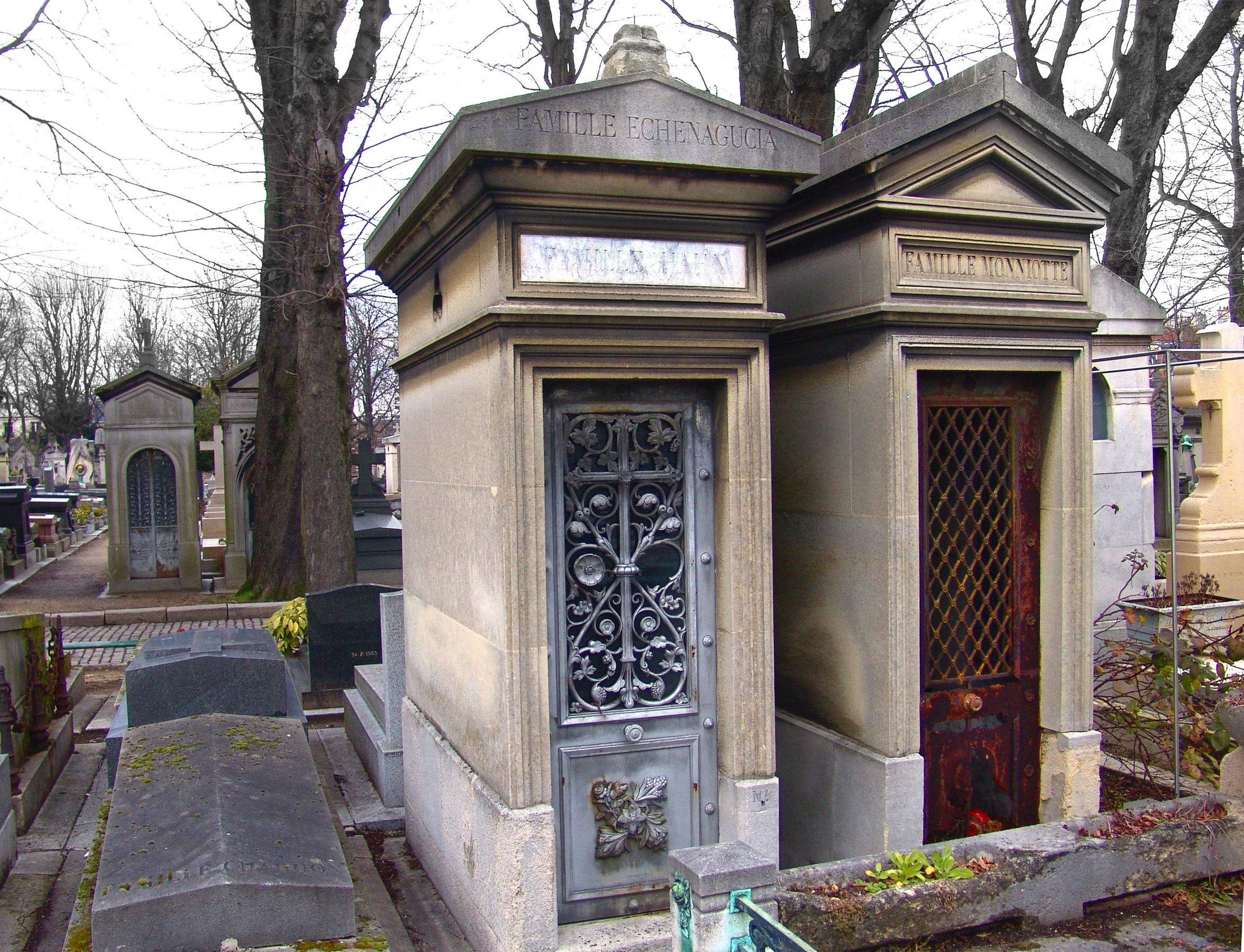
Tombe de Reynaldo Hahn au cimetière du Père-Lachaise (division 85).

Toute son œuvre est marquée par un véritable[Interprétation personnelle ?] don de l'invention mélodique alliée à un raffinement harmonique certain. S’il reste, pour certains, le musicien de la Belle Époque, l'auteur de « charmantes » mélodies et d'opérettes (position « usée » mais non justifiée), il démontre tout le contraire par la richesse de son corpus. Il a su, avec un vocabulaire musical typique de cette fin du XIXe siècle, se jouer d’une harmonie trop évidente, soutenant une ligne mélodique toujours remarquable : sa musique de chambre et ses mélodies en sont une belle démonstration[Selon qui ?]. Une grande partie de son œuvre, aisément disponible de nos jours, reste à découvrir, illustrant bien d'autres facettes du personnage.

« […] cet « instrument de musique de génie » qui s'appelle Reynaldo Hahn étreint tous les cœurs, mouille tous les yeux, dans le frisson d'admiration qu'il propage au loin et qui nous fait trembler, nous courbe tous l'un après l'autre, dans une silencieuse et solennelle ondulation des blés sous le vent. »

— Marcel Proust, Le Figaro, 11 mai 1903

## Œuvre
Reynaldo Hahn laisse environ 150 œuvres musicales.

### Compositions
- Les Chansons grises, cycle de mélodies (1892)
- Les Rondels (1899), recueil de mélodies
- Études latines (1900), cycle de mélodies sur des poèmes de Leconte de Lisle
- Venezia, recueil de six mélodies (1901)
- Les Feuilles blessées (1907), cycle de onze mélodies sur des poèmes de Jean Moréas
- Premier Recueil de 20 mélodies (1896) contenant Si mes vers avaient des ailes…
- Second Recueil de 20 mélodies (1922) avec entre autres À Chloris
- Ciboulette, opérette
- Brummel, opérette
- Malvina, opérette
- Le Dieu bleu, ballet
- Nuit d'amour bergamasque, poème symphonique
- L'Île du rêve, idylle polynésienne (1898)
- La Carmélite, opéra-comique
- Le Bal de Béatrice d'Este (1905), suite pour instruments à vent, deux harpes et piano
- Pastorale de Noël, Mystère en 4 tableaux (1901, création : 1908)[16]. Texte : Lionel de La Tourasse, Charles Gailly de Taurines, d'après Arnoul Gréban). Suite d'orchestre : 1920
- La Fête chez Thérèse (1910), ballet
- Le Ruban dénoué, pour deux pianos
- Premières Valses (1898), pour piano
- Le Rossignol éperdu (1899-1910), pour piano
- Sonatine pour piano (1907)
- Thème varié sur le nom de Haydn, pour piano, composé pour l'Hommage à Joseph Haydn (1910)
- Caprice mélancolique, pour piano
- Portraits de peintre, pour piano
- Quintette avec piano (1922)
- Sonate pour violon et piano (1927)
- Concerto pour piano (1931)
- Le Marchand de Venise, opéra en trois actes et cinq tableaux (1935)
- Couplets d'Adèle, opérette en trois actes et quatre tableaux (1935)[17]
- Deux Quatuors à cordes (1939)
- La Reine de Sheba
- Promothée triomphant
- Concerto pour violon
- Concerto provençal
- Suite d'orchestre sur Strasbourg reconquise
- Agnus Dei, pour soprano et baryton
- Ô mon bel inconnu
- Le ciel est par-dessus le toit, un poème de Verlaine chanté par Damia

### Écrits
- Du Chant, éditions Pierre Lafitte, 1920.
- La Grande Sarah, souvenirs, Hachette, 1930.
- Notes (journal d’un musicien), Librairie Plon, 1933.
- L'Oreille au guet, Gallimard.
- Thèmes variés, collection « La Flûte de Pan », J. B. Janin, 1946.

## Discographie
- Intégrale des mélodies, Tassis Christoyannis (baryton), Jeff Cohen, piano, 4 CD Palazzetto Bru Zane 2018 - 2019. Choc Classica - Diapason d'or.
- Ciboulette, Julie Fuchs, Eva Ganizate, Julien Behr, Jean-François Lapointe, Orchestre symphonique de l'Opéra de Toulon, Chœur Accentus, dir. Laurence Equilbey. DVD Fra Musica 2013.
- The Complete Recordings (avec divers interprètes). 3 CD Romophone 2000.
- L'Île du rêve, Hélène Guilmette (Mahénu), Cyrille Dubois (Loti), Anaik Morel (Oréna), Ludivine Gombert (Téria/Faïmana), Artavazd Sargsyan (Tsen-Lee/Officier i), Thomas Dollier (Taïarapa/Henris/Officier II), Choeur du Concert Spirituel, Orchestre de la Radio de Munich, dir. Hervé Niquet. CD Bru Zane 2020. Diapason d'or, Choc de Classica.

## Hommage
À Deauville, une rue et une place lui sont dédiées. Il existe une rue Reynaldo-Hahn dans le 20e arrondissement de Paris, depuis 1956, ainsi qu'au Havre, à Valence, à Béziers, à La Rochelle, à Saint-Cyprien et une Calle Reynaldo Hahn à Caracas (Venezuela). Il existe un square Reynaldo Hahn (en français : square Reynaldo-Hahn) à Cannes, une place Reynaldo Hahn (en français : place Reynaldo-Hahn) à Nice, une allée Reynaldo Hahn (en français : allée Reynaldo-Hahn) à Pantin.

### Bases de données et dictionnaires
- Ressources relatives à la musique :   - International Music Score Library Project
  - Carnegie Hall
  - ChoralWiki 
  - Discography of American Historical Recordings
  - Discogs
  - Grove Music Online
  - MGG Online
  - MusicBrainz
  - Muziekweb
  - Operone
  - Répertoire international des sources musicales
- Ressources relatives au spectacle :   - Archives suisses des arts de la scène
  - Les Archives du spectacle
  - Internet Broadway Database
- Ressources relatives à la recherche :   - Académie royale de Belgique
  - La France savante
  - Isidore
- Ressources relatives aux beaux-arts :   - Académie des beaux-arts
  - AGORHA
  - Musée d'Orsay
- Ressources relatives à l'audiovisuel :   - AllMovie
  - Filmportal
  - IMDb
- Ressource relative à plusieurs domaines :   - Radio France
- Ressource relative à la vie publique :   - base Léonore
- Notices dans des dictionnaires ou encyclopédies généralistes :   - Britannica
  - Den Store Danske Encyklopædi
  - Deutsche Biographie
  - Gran Enciclopèdia Catalana
  - Internetowa encyklopedia PWN
  - Proleksis enciklopedija
  - Treccani
  - Universalis
- Notices d'autorité :   - VIAF
  - ISNI
  - BnF (données)
  - IdRef
  - LCCN
  - GND
  - Italie
  - Japon
  - CiNii
  - Espagne
  - Belgique
  - Pays-Bas
  - Pologne
  - Israël
  - NUKAT
  - Catalogne
  - Suède
  - Vatican
  - WorldCat